# AKA Arena
De AKA Arena is een voetbalstadion in de Noorse plaats Hønefoss, in de provincie Buskerud. 
Het stadion werd gebouwd in 2007, nadat Hønefoss BK te kennen had gegeven om in een nieuw stadion te willen spelen, want het Hønefoss Idrettspark voldeed niet meer aan de standaardeisen van de Noorse voetbalbond. De bouw werd in 2009 afgerond. Na de promotie van de club naar de Tippeligaen in 2009 is er nog een nieuwe staantribune geplaatst waardoor de huidige capaciteit 4.256 bezoekers bedraagt. Het meeste aantal bezoekers werd gehaald in de wedstrijd tegen SK Brann in de hoogste klasse. Toen bezochten 4.245 personen het stadion. 